# بنك بنجاب
بنك بنجاب ( بینک آف پنجاب ) هو بنك باكستاني يقع مقره في لاهور ، باكستان . يخدم باكستان ويعمل كبنك دولي وهي واحدة من المؤسسات المالية البارزة في البلاد التي تحمل تصنيفات مالية AA من وكالة التصنيف الائتماني الباكستانية (PACRA).

## تاريخ البنك
تأسس البنك في أكتوبر 1989، وفقًا لقانون بنك البنجاب لعام 1989 ، وتم منحه وضع بنك التجزئة في عام 1994. 

## نظرة عن البنك
تأسس بنك البنجاب على يد جمال حسين وهو يعمل كبنك تجاري مجدول، مع شبكة تضم أكثر من 587 فرعًا في المراكز التجارية الرئيسية في جميع أنحاء البلاد.  وهو سابع أكبر بنك تجاري في البلاد . ويقدم مجموعة واسعة من الخدمات المصرفية بما في ذلك الإيداع بالعملة المحلية . إيداع العميل بالعملة الأجنبية؛ التحويلات المالية ; والتقدم في الأعمال والتجارة والصناعة والزراعة . تأسست شركة بنجاب للمضاربة الأولى (FPM) ، وهي شركة تابعة مملوكة بالكامل للبنك، في عام 1992، وتديرها شركة بنجاب لخدمات المضاربة المحدودة (Pvt). 
حاليًا، يرأس بنك البنجاب ظفر مسعود الذي انضم كرئيس ومدير تنفيذي في 16 أبريل 2020، بعد أن تم تعيينه من قبل حكومة البنجاب، باكستان في وقت سابق وتمت الموافقة عليه لاحقًا من قبل بنك الدولة الباكستاني . 

## صانع السوق
قامت بورصة باكستان بتعيين بنك البنجاب كصانع سوق لسندات الدين .    

## الشراكات والاستحواذات
شراكة لاهور قلندر (يناير، 2022)
أطلق بنك البنجاب، بالشراكة مع امتياز بي أس أل لاهور كاندرز ، بطاقة خصم ذات علامة تجارية مشتركة ، بطاقة الخصم لاهور كاندرز (LQDC)، لتسهيل مشجعي لعبة الكريكيت بشكل عام. 
شراكة 1رابط (مارس 2019)
عقد بنك البنجاب شراكة مع 1رابط - PSO/PSP، نظام الدفع والتبديل في باكستان - لرقمنة مؤسسة الضمان الاجتماعي لموظفي البنجاب (PESSI) للسماح للموظفين بجمع المدفوعات أو توزيعها أو مشاركتها عبر المقاطعة، باستخدام القنوات الرقمية. 
هيئة المدن الآمنة في البنجاب (أكتوبر 2018)
عقد بنك البنجاب شراكة مع هيئة المدن الآمنة في البنجاب في أكتوبر 2018 لتشغيل مجموعة محاضر ضبط سير من خلال نظام المراقبة الآلي المثبت في جميع أنحاء لاهور . ستسمح الخدمة للشركات التابعة لحكومة البنجاب مثل شرطة المرور بجمع محاضر ضبط سير في مكانه بسهولة. 
كارنداز باكستان (يناير 2015)
وقع بنك البنجاب مذكرة (مذكرة تفاهم) مع كارانداز باكستان - منصة استثمارية للشركات - للسماح للحكومة برقمنة مدفوعاتها. ستعمل الصفقة على تسهيل قيام مواطني باكستان بإجراء المعاملات الرقمية، التي تتيحها تقنية كارانديز، وتنمية مجموعة من الخدمات المالية الرقمية لدعم كل من الحكومة والمواطنين.